# Barcarola

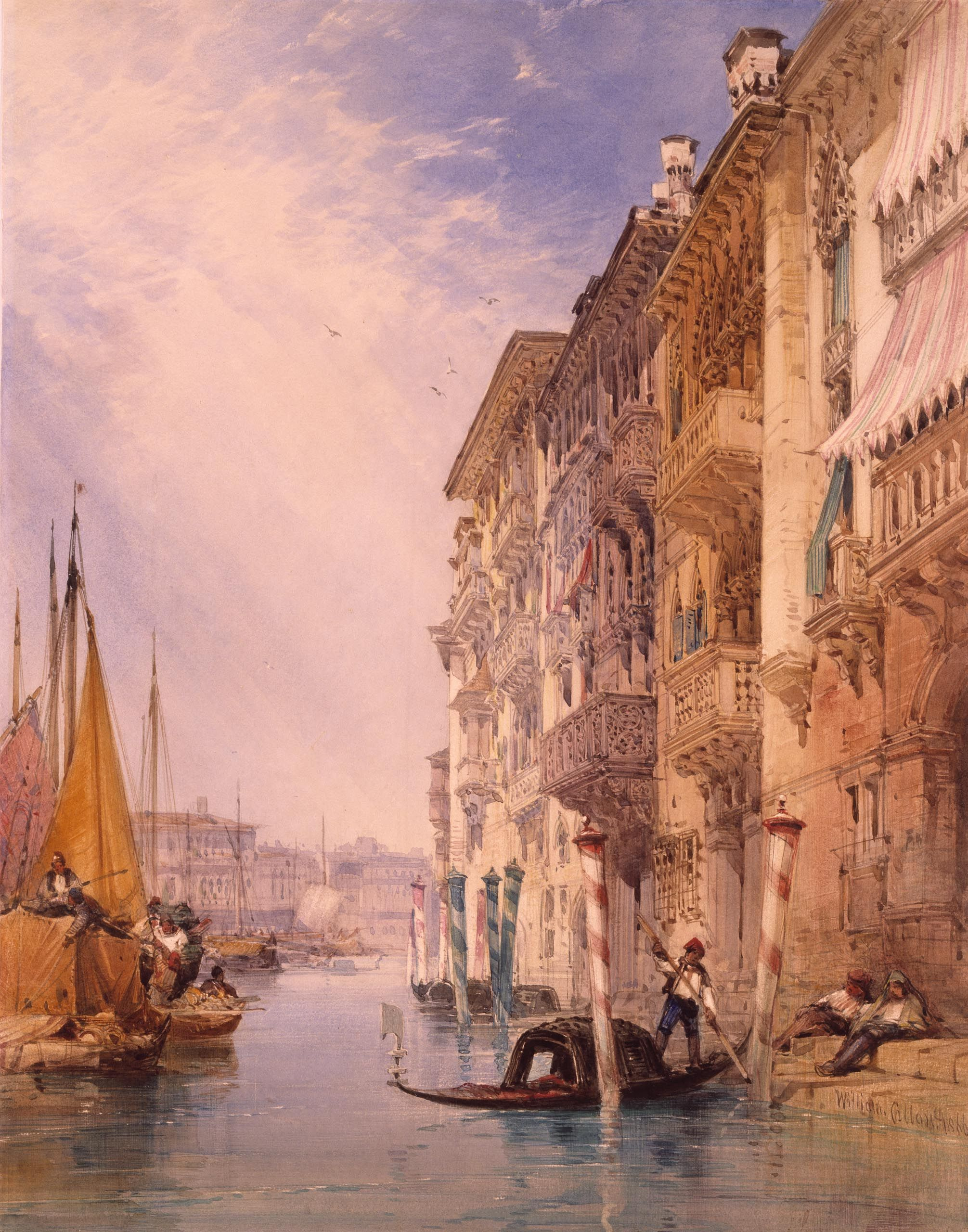
La barcarola, originàriament una cançó popular dels gondolers venecians, ha estat profusament utilitzada per molts compositors

Una barcarola és una cançó popular, típica dels gondolers venecians, o una peça musical composta en aquest estil. En la música clàssica n'hi ha dos famosos exemples: la barcarola de l'òpera Els contes de Hoffmann, de Jacques Offenbach i la Barcarola en Fa sostingut major per a piano, de Frédéric Chopin.

## Descripció
La barcarola es caracteritza per un ritme evocador del moviment de la perxa per part del gondoler, en compàs de 6/8 i tempo moderat.
Tot i que les barcaroles més famoses pertanyen al romanticisme musical, el gènere ja era ben conegut al segle xviii, fins al punt que Burney afirmà a The Present State of Music in France and Italy (1771) que era una celebrada forma apreciada pels "afeccionats de bon gust".

## Exemples
La barcarola va ser una forma musical molt popular en l'òpera, on el seu estil aparentment senzill i sentimental va poder ser ben explotat: a més de l'esmentat exemple d'Offenbach, Paisiello, Weber i Rossini van escriure àries que eren barcaroles. Gaetano Donizetti va ambientar l'escena veneciana que obre el seu Marino Faliero (1835) amb una barcarola cantada per un gondoler i el cor, i Verdi va incloure'n una altra a Un Ballo in Maschera (l'ària "Di’ tu se fidele il flutto m'aspetta", de Riccardo, en l'Acte I).
Schubert, tot i que no va emprar específicament el nom barcarola, va usar un estil semblant en alguns dels seus famosos lieder, entre els quals cal destacar "Auf dem Wasser zu singen", D.774.
També són barcaroles les tres cançons de gondolers venecians incloses a les Cançons sense paraules de Felix Mendelssohn, les opus 19, opus 30 i opus 62; la peça corresponent a "Juny" en Les Estacions de Txaikovski; la barcarola de l'opus 65 de Charles-Valentin Alkan, el Troisième recueil de chants; la de Béla Bartók a Szabadban; la barcarola del rei a Candide de Leonard Bernstein; diversos exemples d'Anton Rubinstein, Mili Balàkirev, Aleksandr Glazunov, Edward MacDowell i Ethelbert Nevin. Cal destacar especialment la col·lecció de trenta barcaroles per a piano de Gabriel Fauré.
Al segle XX trobem, entre altres exemples, l'obra Julia Florida del guitarrista Agustín Barrios i el segon moviment del Trio núm. 2 d'Heitor Villa-Lobos, una Berceuse-Barcarola (1915).